# سنجاقک (فیلم ۱۹۵۴)
سنجاقک(به گرجی: ჭრიჭინა) فیلم گرجی محصول سال ۱۹۵۴ به کارگردانی سیکو دولیدزه و لوان خوتیواری است.

## داستان
در روستایی دختری جوان به نام مارین زندگی میکند که همه اورا سنجاقک نامیده اند. مارین به خاطر مهربانی و خوش اخلاقی درمیان مردم روستا محبوب است. مارین عاشق یک پسر معمار که در شهر زندگی می کند می شود و به این ترتیب فرصت تحصیل در دانشگاه را ازدست می دهد. آشنایی پسر جوان و مارین واکنش های مخالف دیگران را در بردارد اما معمار نمی تواند فکر مارین را از سرش بیرون کند و... 